# Плиска гірська

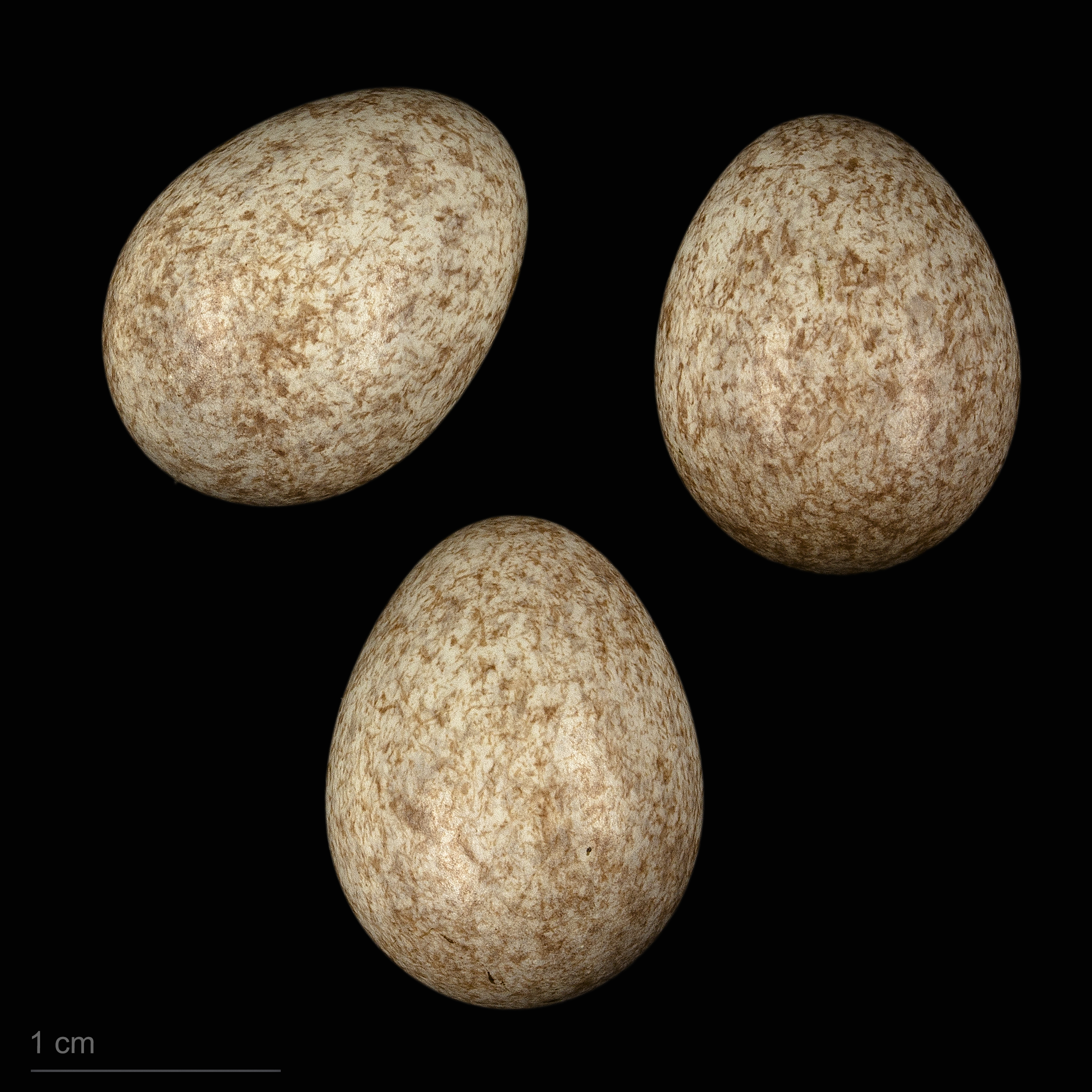
яйце Motacilla cinerea cinerea - Тулузький музей

Пли́ска гірська́  (Motacilla cinerea Tunstall, 1771) — невеликий птах з родини плискових. Довжина тіла 17-20 см, має характерний для роду Motacilla довгий хвіст (найдовший серед європейських видів роду).

## Зовнішній вигляд
Невеликий стрункий птах із довгим хвостом. Маса тіла 17-21 г, довжина тіла біля 18 см. У дорослого самця в шлюбному вбранні голова і спина сірі; «брови» і «вуса» білі; горло і верхня частина вола чорні; поперек і надхвістя зеленкувато-жовті; верхні покривні пера крил чорні; майже весь низ жовтий, боки тулуба світліші; махові пера чорно-бурі, основа другорядних пер біла; хвіст чорний, крайні стернові пера білі; дзьоб чорний; ноги бурі; у позашлюбному оперенні горло і воло білі. У дорослої самки в шлюбному оперенні горло біле, з чорними пір'їнами, іноді горло чорне, з домішкою білої барви; решта низу жовта, боки тулуба білуваті; у позашлюбному оперенні подібна до позашлюбного дорослого самця. Молодий птах нагадує позашлюбного дорослого, але низ з вохристим відтінком.

## Спосіб життя
Гніздиться в помірному поясі Європи, Азії та в північній Африці. Вид є осілим у найтепліших зонах свого ареалу, наприклад, західній Європі, але східні та північні популяції мігрують в Африку, південну Азію та Папуа Нову Гвінею.
Гніздо будує в тріщинах та щілинах скель. Відкладає 3-6 плямистих яєць.
Вид є комахаїдним. Тримається біля вод із швидкою течією (зокрема гірських річок, звідки походить українська назва), але взимку зазвичай переміщується до спокійніших водотоків у низинах.